# Şəhriyar Əliyev
Şəhriyar Əliyev (Baku, 25 dicembre 1992) è un calciatore azero, difensore del Turan Tovuz.

## Carriera

### Club
Ha giocato nella massima serie azera.

### Nazionale
Nel 2020 ha esordito in nazionale.

## Palmarès

### Club

#### Competizioni nazionali
- Coppa d'Azerbaigian: 3

Baku: 2011-2012
Qarabağ: 2014-2015
Keşlə: 2020-2021
- Campionato azero: 1

Qarabağ: 2014-2015